# Quem Avisa Amigo É
Quem avisa amigo é é um samba enredo da escola de samba carioca São Clemente de 1988. Foi composto em 1987 por Izaias de Paula, Helinho 107 e Chocolate e serviu de hino para o carnaval de 1988 da escola. A letra explora os diversos problemas que afetavam a sociedade, como a violência, o desmatamento, os direitos da mulher, a seca no Nordeste e as crises econômicas. O refrão contém o verso "Se essa onda pega, vai pegar noutro lugar" em clara ironia ao slogan da Rede Globo de Televisão na época, que dizia "Pegue essa onda, essa onda pega". Na apuração, totalizou 32 pontos, sendo válidos 16 devido ao descarte de notas.